# Myślibórz
Myślibórz (in tedesco: Soldin, in casciubo: Żôłdzëno) è un comune urbano-rurale polacco del distretto di Myślibórz, nel voivodato della Pomerania Occidentale.
Ricopre una superficie di 328,33 km² e nel 2005 contava 20 969 abitanti.
Comunità urbane e rurali del distretto di Mysliborz con relativi nomi tedeschi in uso fino al 1945:
Czółnów (Zollen), Dalsze (Woltersdorf), Dąbrowa (Eichwerder), Derczewo (Dertzow), Głazów (Glasow), Golenice (Schildberg), Gryżyno (Griesenfelde), Kierzków (Kerkow), Kolonia Myśliborzyce, Kruszwin (Simonsdorf), Listomie (Wilhelmsburg), Ławy (Brügge), Myśliborzyce (Mietzelfelde), Nawrocko (Liebenfelde), Otanów (Wuthenow), Pniów (Pinnow), Prądnik (Hauswerder), Pszczelnik (Kuhdamm), Renice (Rehnitz), Rościn (Rostin), Rów (Rufen), Sitno (Hohenziethen), Sulimierz (Adamsdorf), Wierzbnica (Werblitz), Wierzbówek (Gut Werblitz) und Zgoda (Louisenthal)
località minori:
| - Bierzwnik (Jägerswalde) - Bucznik (Buchheide) - Chełmsko (Gollmütz) - Chłopowo (Herrendorf) - Chłopówko - Czeczewo - Czerników (Zernickow) - Czyżykowo (Augustenhof) - Dąbrowa (Eichwerder) - Dzieżgów - Golczew (Golzow) - Golenicki Młyn - Grządziele | - Iłowo (Ihlowshof) - Janno (Winkel) - Jarużyn - Jezierzyce (Karlshof) - Jeziorzyce - Klicko (Schlegelsburg) - Kostno (Louisenhof) - Krężel (Lindehof) - Krusze (Krauseiche) - Lichoca (Klein Mietzelmühle) - Lipie - Mączlino (Marienau) - Mirawno (Marienhöhe) | - Nawojczyn - Niesłusz - Odolanów (Adamsdorfer Feld) - Osmolino (Birkenhain) - Pacynowo (Ahrensburg) - Pluty - Płośno - Podławie - Podłążek (Reinholdshof) - Przymiarki - Rokicienko - Rościnko - Tchórzynek | - Sądkowo (Schragenhof) - Sicienko (Klein Profitchen) - Sobienice - Straszyn - Strzelnik - Szypuły (Rosenort) - Tarnowo (Justinenhof) - Turzyniec - Utonie (Thonfeld) - Wrzelewo - Wydmuchy - Zarzecze - Zgnilec |